# Lamachus gelriae
Lamachus gelriae är en stekelart som beskrevs av Teunissen 1953. Lamachus gelriae ingår i släktet Lamachus och familjen brokparasitsteklar. Inga underarter finns listade i Catalogue of Life.